# Creo en mí (canción)
«Creo en mí» es una canción y el sencillo principal de su segundo álbum del mismo nombre, de la cantante española Natalia Jiménez. Fue lanzada por la discográfica Sony Music Latin a finales del mes de mayo del 2014. La canción habla sobre el empoderamiento y la fuerza de autoestima que uno debe tener como persona sobre todo en los momentos complicados que suceden en la vida.

## Lista de canciones

### Descarga digital[4]
- 'Creo en mí' - 3:49

## Posicionamiento
Pocas horas después, de su salida entra directamente al número #1 en iTunes (México), #34 en iTunes (España) , y #20 en iTunes (US latin)
| Posición | 34 | 33 | 46 |

## Información de la canción
Fue escrita por la misma cantante y el productor Emilio Estefan quien también la produjo. 

## Video musical
Se estrenó por el canal VEVO en YouTube de la cantante a principios de junio del 2014, fue dirigido por Carlos Peérez. Nos muestra a la cantante vestida completamente de un traje negro y usando un antifaz mientras camina por un callejón en ruinas y en otras escenas estando dentro de la sala de una casa vestida en pijama.